# Étang du Corra
L'étang du Corra est un étang situé dans l'ouest de la forêt de Saint-Germain-en-Laye (Yvelines).
Il s'agit d'une zone naturelle protégée en tant que ZNIEFF de type I.
En 2023, il a fait l'objet de travaux entrepris par l'Office national des forêts pour préserver sa biodiversité face à l'afflux de visiteurs. Pour faire cohabiter ces deux usages du site, les berges sud sont réservées à la biodiversité tandis que les berges nord accueillent les espaces de promenade.